# Garry Hill-Thomas
Garry Hill-Thomas (Oakland, 12 giugno 1982) è un ex cestista e allenatore di pallacanestro statunitense, professionista nella NBDL.